# Катастрофа Boeing 727 под Лондоном
Катастрофа Boeing 727 под Лондоном — крупная авиационная катастрофа, произошедшая ночью 5 января 1969 года. Авиалайнер Boeing 727-113C авиакомпании Ariana Afghan Airlines совершал плановый рейс FG 701 по маршруту Кабул—Кандагар—Стамбул—Франкфурт-на-Майне—Лондон, но при заходе на посадку в пункте назначения снизился ниже глиссады и врезался в жилой дом в 2,5 километрах от аэропорта Лондона. Из находившихся на его борту 62 человек (54 пассажира и 8 членов экипажа) выжили 14. Также погибли 2 человека на земле (в разрушенном доме) и ещё 1 получил ранения.

## Самолёт
Boeing 727-113C (регистрационный номер YA-FAR, заводской 19690, серийный 540) был выпущен в 1968 году и первый полёт совершил 22 февраля. 25 марта того же года был передан авиакомпании Ariana Afghan Airlines. Оснащён тремя турбореактивными двигателями Pratt & Whitney JT8D-7. На день катастрофы налетал 1715 часов.

## Экипаж и пассажиры
Состав экипажа рейса FG 701 был таким:
- Командир воздушного судна (КВС) — 37-летний Рахим Новроз (англ. Rahim Nowroz). Очень опытный пилот, в авиакомпании Ariana Afghan Airlines проработал 11 лет (с 1957 года). Управлял самолётами Douglas DC-3, Douglas DC-6 и Convair CV-440. В должности командира Boeing 727 — с 19 мая 1968 года. Налетал свыше 10 400 часов, 512 из них на Boeing 727.
- Второй пилот — 31-летний Абдул Захир Аттайе (англ. Abdul Zahir Attayee). Опытный пилот, в авиакомпании Ariana Afghan Airlines проработал 8 лет (с 1960 года). В должности второго пилота Boeing 727 — с мая 1968 года. Налетал 3259 часов, 210 из них на Boeing 727.
- Бортинженер — 30-летний Мохаммед Хусейн Фурмулы (англ. Mohammed Hussain Furmuly). На бортинженера Boeing 727 был квалифицирован в июне 1968 года.

В салоне самолёта работали четверо бортпроводников.
Также в составе экипажа был наземный инженер А. Х. Алам (англ. A. H. Alam).
Все 8 членов экипажа и большинство пассажиров были гражданами Афганистана, также на борту находились граждане Пакистана, Индии и США.

## Расследование
Расследование причин катастрофы рейса FG 701 проводило Общество авиации Гатвика (Gatwick Aviation Society).